# Las Kartuski
Las Kartuski (kaszb. Kartësczi Las) - zwarty kompleks leśny w województwie pomorskim, położony na południowy wschód od Kartuz na obszarze Pojezierza Kaszubskiego w obrębie nadleśnictwa „Kartuzy”. Południową krawędzią obszaru leśnego przepływa rzeka Radunia. Kompleks leśny znajduje się całkowicie na obszarze Kaszubskiego Parku Krajobrazowego i częściowo w „Kartuskim Obszarze Chronionego Krajobrazu”. Obejmuje swoim zasięgiem również rezerwaty przyrody „Stare Modrzewie” i „Zamkowa Góra”. Dominującym drzewostanem obszaru jest buczyna pomorska.